# Gražulis
Gražulis ist ein litauischer Familienname.

## Herkunft
Der Name stammt vom litauischen Wort gražus, 'schön'.

## Namensträger
- Arūnas Gražulis (* 1979),  Politiker, Vizeminister des Innens
- Petras Gražulis (* 1958), Politiker, Seimas-Mitglied